# Marta Matyszczak
Marta Matyszczak (ur. w Chorzowie) – polska dziennikarka, pisarka, scenarzystka i blogerka.

## Życiorys
Marta Matyszczak urodziła się w Chorzowie. Ukończyła Uniwersyteckie I Liceum Ogólnokształcące im. Juliusza Słowackiego w Chorzowie, a następnie politologię o specjalności dziennikarskiej na Uniwersytecie Śląskim w Katowicach. Pisze felietony dla magazynu „Chorzów Miasto Kultury”, prowadzi Kawiarenkę Kryminalną – portal poświęcony literaturze kryminalnej. Uczestniczyła w warsztatach literackich podczas Międzynarodowego Festiwalu Kryminału we Wrocławiu oraz Międzynarodowego Festiwalu Literatury im. Josepha Conrada w Krakowie. Laureatka konkursów na opowiadanie kryminalne – MFK Wrocław i Festiwal Kryminału „Kryminalna Piła”. Adeptka rocznego kursu scenariopisarskiego w Warszawskiej Szkole Filmowej.

## Twórczość
W 2017 roku zadebiutowała jako pisarka, wydając powieść Tajemnicza śmierć Marianny Biel. Kryminał, którego akcja rozgrywa się w Chorzowie, a jednym z bohaterów jest kundelek o imieniu Gucio, zapoczątkował cykl Kryminał pod psem – serię humorystycznych kryminałów, których bohaterem jest detektyw Szymon Solański i kundel Gucio. Opowiadanie Trup, którego nie ma znalazło się w tomie Zabójczy pocisk, zawierającym teksty piętnastki najlepszych polskich autorów kryminałów. Jest przedstawicielką podgatunku cozy mystery – niekrwawych kryminałów, pozbawionych brutalności, często rozgrywających się w małej społeczności, napisanych z przymrużeniem oka.
Marta Matyszczak jest także autorką scenariuszy kryminalnych fars teatralnych, wystawianych przez wrocławskich aktorów: Szajba na tropie – farsa napisana wspólnie z Michałem J. Zielińskim, 4.50 ze Świebodzkiego, Kochajmy się, Sztuka życia.
W 2019 r. otrzymała Nagrodę Prezydenta Chorzowa w dziedzinie kultury.

## Wybrane dzieła
- Seria Kryminał pod psem[8][9]:
  - Tajemnicza śmierć Marianny Biel, 2017[10]
  - Zbrodnia nad urwiskiem, 2017[11]
  - Strzały nad jeziorem, 2018[12]
  - Zło czai się na szczycie, 2018[13]
  - Morderstwo w hotelu Kattowitz, 2019[14]
  - Trup w sanatorium, 2019[15]
  - Wypocznij i zgiń, 2020[16]
  - Las i ciemność, 2020[17]